# 2,3-Dimethylbutan
2,3-Dimethylbutan ist eine organische Verbindung aus der Gruppe der Alkane. Es ist eines der fünf Strukturisomeren des Hexans.

## Gewinnung und Darstellung
2,3-Dimethylbutan kann durch Reduktion von Isopropyliodid mit Natrium in Anwesenheit von Diethylether gewonnen werden. Carl Schorlemmer untersuchte als erster die Verbindung intensiv und nutzte diesen Syntheseweg.

## Eigenschaften
2,3-Dimethylbutan ist eine farblose flüchtige leichtentzündliche Flüssigkeit mit mildem Geruch, die praktisch unlöslich in Wasser ist. Es existiert in zwei konformeren Varianten, die im technischen Produkt in einem Verhältnis von 1:2 enthalten sind.
Bei der Oxidation mit Chrom(VI)-oxid in Essigsäureanhydrid entsteht zunächst 2,3-Dimethylbuttersäure, im Weiteren außerdem die Spaltprodukte Aceton und 3-Methylbutanon sowie Trimethylacrylsäure.

## Sicherheitshinweise
Die Dämpfe von 2,3-Dimethylbutan bilden mit Luft ein explosionsfähiges Gemisch (Flammpunkt −29 °C, Zündtemperatur  415 °C).